# Laura Romano
Laura Romano (Roma, Italia; 14 de septiembre de 1970) es una actriz, modelo y presentadora de televisión italiana.

## Biografía
Nació en Roma y pasó su infancia y adolescencia en Cassino, donde creció y se graduó en el Instituto Magistral. Se mudó a la capital para estudiar idiomas y comenzó a tener sus primeras experiencias teatrales como actriz asistiendo al Taller de Arte y las lecciones de Argo Suglia durante 3 años. Luego vinieron las primeras partes de los espectáculos de Antonello Avallone en el Teatro Dei Cocci y también una experiencia muy importante con el maestro Giuseppe Patroni Griffi en “Seis personajes en busca de un autor”, de Luigi Pirandello, protagonizada por Mariangela D'Abbraccio. Posteriormente participó en algunos espectáculos con la dirección de Francesco Tavassi, “Anna dei Miracoli” y “Nella città L'ferno”, que la llevaron de gira durante 8 años entre 1994 y 2002. Mientras tanto, se había acercado al mundo del doblaje siguiendo los pasos de su hermano, el locutor Maurizio Romano. Durante un tiempo se dividió entre escenario y sala de edición, haciendo también algunas apariciones entre cine y televisión. Luego comenzó a interpretar los primeros roles fijos como actriz de doblaje y optó por concentrarse en el trabajo "en voz". 
En 2019, junto con algunos amigos y compañeros, algunos muy cercanos a su hermano Maurizio, fundó la asociación “Le Voci del Cuore - Dopp. Onlus - Actores de voz en la calle, con el objetivo de hacer que la experiencia de los actores y actores de voz sea útil para crear momentos de alegría y despreocupación en entornos donde se viven tensión y preocupación, a través de iniciativas y actividades benéficas como "Una Voce Per Lo Spallanzani”, un evento de recaudación de fondos para el Hospital Spallanzani en Roma durante la pandemia originada por el COVID-19. Vive en Roma. 

## Carrera
Laura es la voz italiana de muchas actrices tanto en cine como en series de televisión. Después de los primeros pasos de su carrera entre pequeños papeles de animación y papeles en algunas series de televisión en 1999, logró conseguir el papel de Abbey Lockart (Maura Tierney) en ER - Doctores en primera línea, lo que representa un punto de inflexión para su crecimiento profesional. Otro papel importante que comenzó en esa época es el de la agente Olivia Benson (Mariska Hargitay) en Ley y orden - Unidad de víctimas especiales, que ha desempeñado durante 21 años. En 2006, nuevamente en la televisión, apoda a Irene (Chiqui Fernández), la protagonista de los 13 episodios de la serie “Mujeres” producida por Pedro Almodóvar. La interpretación, sin embargo, que le dio un gran reconocimiento a su trabajo fue la de Gloria Delgado Pritchett (Sofia Vergara) en Modern Family, a quien dobló durante 11 temporadas hasta 2020, recibiendo también el premio como "Voz femenina del año" en Romics en 2014. Entre las actrices que ha interpretado con más frecuencia encontramos a Rachel Weisz, Queen Latifah, Paula Patton, Michelle Yeoh, Maria Bello y recientemente Carmen Ejogo en los dos capítulos cinematográficos del spin off de la saga Harry Potter, siempre firmada por el genio de JK Rowling (" Animales y dónde encontrarlos "," Animales fantásticos: Los crímenes de Grindelwald ").
Desde 2014 ha sido para el gran público la voz de Annalise Keating (Viola Davis), la protagonista de "Las reglas del crimen perfecto", una serie de televisión de investigación criminal que acaba de terminar tras 6 temporadas. Otros papeles destacados fueron el de Alex Vause (Laura Prepon) en "Orange Is the New Black" (7 temporadas), Regina Mills (Lana Parrilla) en "Once upon a time" (7 temporadas) y Kim Wexler (Rhea Seehorn), la protagonista femenina de Better Call Saul (5 temporadas, en curso), un spin-off y precuela de Breaking Bad.
Actualmente es la voz de Wendy Rhoades (Maggie Siff) en "Billions" (5 temporadas), que se transmite en Sky Atlantic y Liz Reddick-Lawrence (Audra MacDonald) en "The Good Fight" (4 temporadas) disponible en Tim Vision.También está presente en la serie de televisión "Los 100" donde interpreta a Indra (Adina Porter), uno de los personajes recurrentes durante 6 temporadas.
En junio de 2020 se estrenó Mhattias & Maxime, la nueva película de Xavier Dolan en la que interpreta a una polémica madre, Manon (Anne Dorval), la misma actriz que había prestado su voz en Mommy en 2014, del mismo director canadiense, que le valió el premio. Premio a la Mejor Actriz en el Gran Premio de Doblaje de 2015. También interpretando el papel de una madre dura y angulosa, La Vona Harding (Allison Janney) en Tonya, ganó el Premio 2018 a la Mejor Voz de Reparto en la sección de cine en el Festival de doblaje Voices in the Shadow. También ganó el premio "Voz femenina del año" en la Gran Gala de doblaje de Romics 2018 por interpretar a Rose Lee Maxson (Viola Davis, quien en 2017 ganó el Oscar a Mejor Actriz de Reparto ) en Barriere (adaptación del texto de August Wilson "Fences "), dirigida y protagonizada por Denzel washinghton. Otra madre controvertida a la que está muy unida es Mary Lee Johnston, el papel que también le dio a Mo'Nique el Oscar 2009 a la Mejor Actriz de Reparto en “ Precious ”, la premiada película del director Lee Daniels.
También ha participado en muchas películas animadas como Gang of the Woods, Star Wars: The Clone Wars, Ponyo on the Cliff, Bolt - A Hero on All Fours, Nut Job - Operation Peanuts y Nut Job 2 - All very funny, Vampiretto, Ralph rompe Internet, El Rey León (2019), Angry Birds 2 - Enemies Friends Forever y recientemente la serie de televisión inspirada en Donald Trump, Our Cartoon President (2 temporadas).

## Filmografía[1]

### Películas
- Pontormo, dirigida por Giovanni Fago
- Le ore piccole, dirigida por Fago
- Ultimo stadio, dirigida por Ivano De Matteo (2002)

### Series de televisión
- (2002) Casa famiglia, Rai 1

- (2005) La squadra, Rai 3
- (2006) La moglie cinese

- (2016-18): Non dirlo al mio capo
- (2020): Tu non ragioni

## Doblaje[1]

#### Películas
- Rachel Weisz en Confidence, Constantine, El jardinero fiel, My Blueberry Nights, 360
- Paula Patton en Déjà vu, Swing Vote, Misión imposible: Protocolo fantasma, 2 Guns, Baggage Claim, Warcraft, The Do-Over
- Queen Latifah en Bringing Down the House, Scary Movie 3, Mad Money, Girls Trip
- Michelle Yeoh en Memorias de una geisha, Sunshine, La momia: la tumba del emperador Dragón, Morgan, Last Christmas
- Viola Davis en Nights in Rodanthe, Extremely Loud and Incredibly Close, Fences, Viudas
- Sofía Vergara en Los Pitufos, Machete Kills, Fading Gigolo, Hot Pursuit, Wild Card
- Taraji P. Henson en Something New, Date Night, No Good Deed
- Elizabeth Banks en The Uninvited, What to Expect When You're Expecting
- Allison Janney en Margaret, I, Tonya
- Jennifer Ehle en A Quiet Passion, The Professor and the Madman
- Carmen Ejogo en Animales fantásticos y dónde encontrarlos, Animales fantásticos: Los crímenes de Grindelwald
- Loretta Devine en Un chihuahua de Beverly Hills, Un chihuahua de Beverly Hills 2
- Helena Bonham Carter en El discurso del rey
- Juliet Rylance en A Dog's Purpose
- Salma Hayek en The Hitman's Bodyguard
- Noma Dumezweni en El regreso de Mary Poppins
- Gal Gadot en el Triple Nine
- Zoë Bell en The Hateful Eight, Once Upon a Time in Hollywood
- Noomi Rapace en Sherlock Holmes: Juego de sombras
- Kerry Washington en Sr. y Sra. Smith
- Janet McTeer en Albert Nobbs
- Lynda Boyd en El secreto de Adaline
- Liya Kebede en La mejor oferta
- Marsha Thomason en The Haunted Mansion
- Mary Gallagher en Flightplan
- Mila Kunis en Max Payne
- Monique Gabriela Curnen en The Dark Knight
- Giovanna Zacarías en La leyenda del Zorro
- Faune A. Chambers en una Epic Movie
- Bess Wohl en The Shaggy Dog
- Debra Wilson en Scary Movie 4
- Wenli Jiang en All the Invisible Children
- Flora Nicholson en Grace of Monaco
- Sarah Parish en The Holiday

#### Películas de Animación
- Gatomon en Digimon - La película
- Tamara en Cyborg 009: La leyenda de la supergalaxia
- Sarah en Team America: World Police
- Gladys Sharp en Gang of the Woods
- Gussy en el lienzo de Charlotte
- TC-70 en Star Wars: The Clone Wars
- Risa Lisa en Ponyo en el acantilado
- Mindy Parker en Bolt - Un héroe de cuatro patas
- Cima Garahu en Mobile Suit Gundam 0083: Stardust Memory
- Sottiletta in Nut Job - Operación cacahuetes, Nut Job 2 - Todo muy divertido
- Kshana en Nausicaä del Valle del Viento (2.ª edición)
- Yo huyendo del planeta Tierra
- Freda en Vampiretto
- Sí, sí en Ralph Breaks the Internet
- Nemesis Maldamore en Érase una vez el príncipe azul

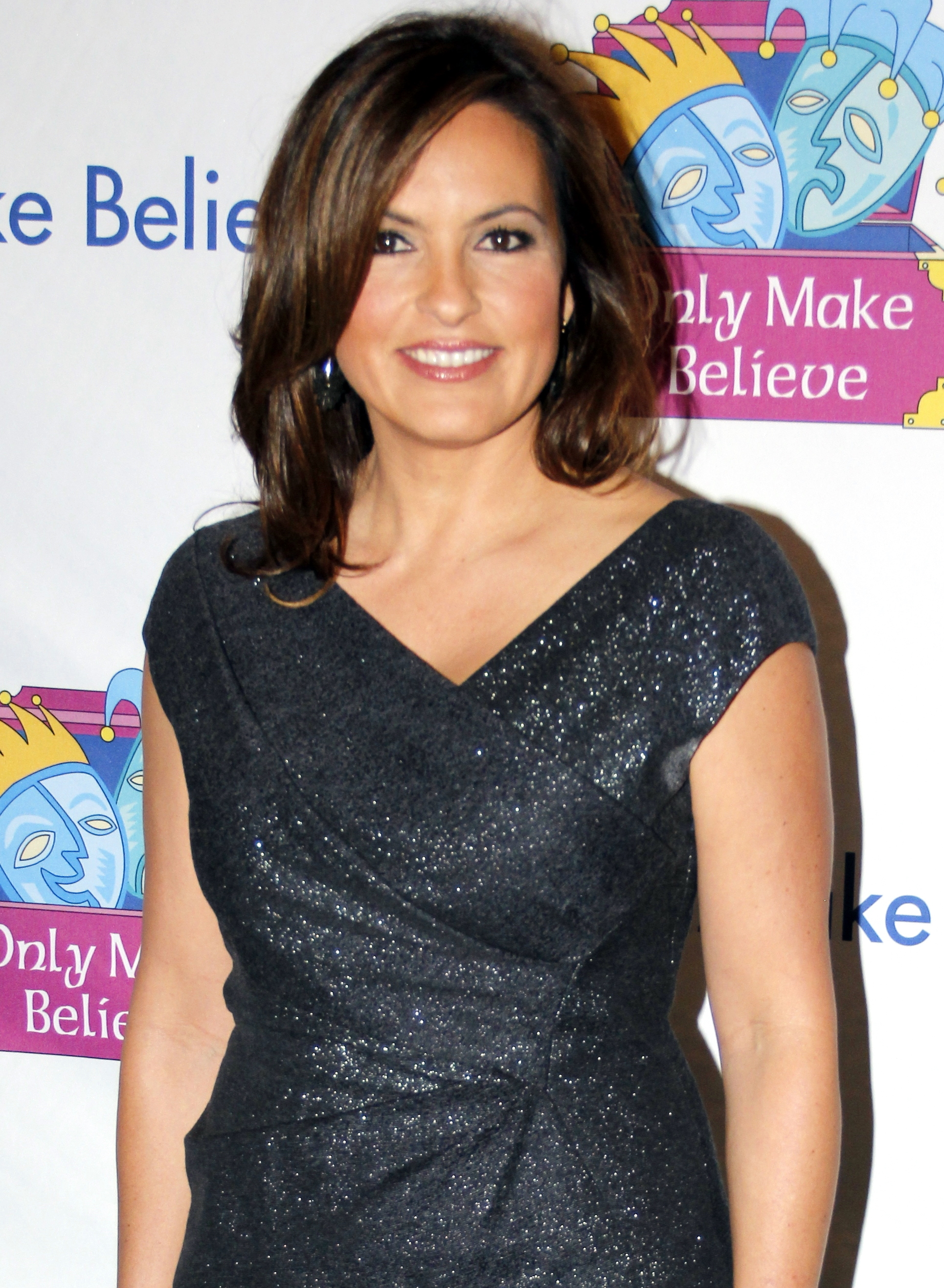
Mariska Hargitay, actriz americana a la que Laura Romano presta su voz en italiano

- Sarafina en El Rey León

#### Series de televisión
- Viola Davis en Cómo librarse del asesinato
- Rhea Seehorn en Better Call Saul
- Sofía Vergara en Modern Family
- Rhona Mitra en The Gates - Behind the Gate, Strike Back, The Last Ship
- Jennifer Esposito en Blue Bloods, NCIS - Unidad de Delitos
- Carmen Ejogo en The Girlfriend Experience, True Detective
- Katee Sackhoff en Battlestar Galactica, La teoría del Big Bang, 24
- Monique Gabriela Curnen en The Unusuals - The Usual Suspects, Tomado
- Mariska Hargitay en Ley y orden - Unidad de víctimas especiales, Ley y orden - Las dos caras de la justicia
- Lana Parrilla en Once Upon a Time
- Maura Tierney en Urgencias - Doctores en primera línea
- Adina Porter en American Horror Story
- Michelle Yeoh en Star Trek: Descubrimiento
- Christine Adams en Black Lightning
- Laura Prepon en Orange Is the New Black
- Taraji P. Henson en persona de interés
- Zabryna Guevara en Gotham
- Judy Reyes en Devious Maids - Lavandería sucia en Beverly Hills, iZombie, The Good Wife
- Joan Cusack en Shameless
- Jodi Lyn O'Keefe en Prison Break
- Sandrine Holt en El mentalista, rehenes, Expediente X
- Rose Rollins en Chase
- Elisabeth Röhm en Angel
- Melissa Peterman en Baby Daddy
- Marie-Lou Sellem en el distrito 21 de Hamburgo

#### Programas de televisió
- - Petrolio (Rai 1, 2013-2019; Rai 2, dal 2019) speaker
  - Il ristorante degli chef (Rai 2, 2018)

#### Dibujos animados
- Lana Kane en Archer
- Luna en Helena de Avalor
- Lola Boa en Brandy & Mr.Bigotes
- Mila en Skyland
- Gatomon en Digimon Adventure, Digimon Adventure 02
- Poisonny en Pretty Cure
- Claudia en la fortaleza superdimensional de Macross
- Maki Kawasaki en Burn-Up Excess
- Frida en Crash Canyon
- Vanilla the Rabbit y Scarlet García en Sonic X
- MacArthur en Total Drama Presents: Mission Ridiculous Cosmo
- Caolinita y Mayumi Osaka en Sailor Moon Crystal
- La Reina de las Nieves en Regal Academy
- Shadow Weaver en She-Ra y las princesas guerreras

## Teatro[1]
- "Hipótesis del espectáculo", dirigida por Argo Suglia
- "Napolitudine", dirigida por Enzo Avolio
- "Lancelot y Ginebra", dirigida por Francesco Capitano
- "O 'scarfalietto", dirigida por Antonello Avallone
- "Don Rafaele o 'trombone", dirigida por Antonello Avallone
- "Cupido bromea y barre", dirigida por Antonello Avallone
- "Poker de mujeres", dirigida por Antonello Avallone
- "Maria Consuelo Suarez Abriego: flores de Bogotá", texto recopilado por Claudio Fava
- "Emilie Muller", dirigida por Marcello Cotugno
- "Seis personajes en busca de un autor ", de Luigi Pirandello, dirigida por Giuseppe Patroni Griffi
- "Infierno en la ciudad", dirigida por Francesco Tavassi
- "Todo por Pedro", dirigida por Patrizio Cigliano
- "Un pensamiento para Olga", dirigida por Marcello Cotugno
- "Este sueño", dirigida por Patrizio Cigliano
- "Anna dei miracoli ", dirigida por Francesco Tavassi
- "L'innesto ", de Luigi Pirandello, dirigida por Giulio Farnese

## Reconocimientos[1]
- Premio "Voz femenina del año" en la Gran Gala de doblaje de Romics 2008 (ex aequo con Alessia Amendola)
- Premio del público "Voz femenina del año" de Romics 2014 por interpretar a Sofia Vergara en Modern Family
- Premio a la Mejor Actriz en el Gran Premio de Doblaje de 2015 por interpretar a Anne Dorval en Mommy
- Premio a la mejor voz de reparto - Sección de cine en el Voci nell'Ombra dubbing Festival 2018 por interpretar a Allison Janney en Tonya
- Premio a la "Voz femenina del año" en la Gran Gala de doblaje de Romics 2018 por interpretar a Viola Davis en Barriere.